# Ben Schwartz
Benjamin Joseph Schwartz (New York, 15 settembre 1981) è un attore, comico e sceneggiatore statunitense.

## Filmografia

### Attore

#### Cinema
- Bin Laden Laugh Track, regia di Paul Sanders – cortometraggio (2007)
- Ysketball, regia di Adam Pally e Ben Schwartz – cortometraggio (2007)
- New York City Serenade, regia di Frank Whaley (2007)
- Mystery Team, regia di Dan Eckman (2009)
- 5 appuntamenti per farla innamorare (I Hate Valentine's Day), regia di Nia Vardalos (2009)
- Stanno tutti bene - Everybody's Fine (Everybody's Fine), regia di Kirk Jones (2009)
- I poliziotti di riserva (The Other Guys), regia di Adam McKay (2010)
- Peep World, regia di Barry W. Blaustein (2010)
- Coffee Town, regia di Brad Copeland (2013)
- Runner, Runner, regia di Brad Furman (2013)
- I'm a Mitzvah, regia di Benjamin Berman – cortometraggio (2014)
- Happy Christmas, regia di Joe Swanberg (2014)
- La formula della felicità (Better Living Through Chemistry), regia di Geoff Moore e David Posamentier (2014)
- This Is Where I Leave You, regia di Shawn Levy (2014)
- The Walk, regia di Robert Zemeckis (2015)
- Blue Iguana, regia di Hadi Hajaig (2018)
- Viaggio con papà - Istruzioni per l'uso (An Actor Prepares), regia di Steve Clark (2018)
- Music, regia di Sia (2021)
- Flora & Ulisse (Flora & Ulysses), regia di Lena Kahn (2021)
- Renfield, regia di Chris McKay (2023)

#### Televisione
- Bronx World Travelers – serie TV, 5 episodi (2007-2008)
- Mayne Street – serie TV, 10 episodi (2008-2009)
- Happiness Isn't Everything – film TV (2009)
- Intercourse with a Vampire – serie TV, episodio 1x03 (2009)
- Incinta per caso (Accidentally on Purpose) – serie TV, episodio 1x09 (2009)
- The Sarah Silverman Program – serie TV, episodio 3x03 (2010)
- Undercovers – serie TV, 13 episodi (2010-2012)
- Parks and Recreation – serie TV, 21 episodi (2010-2015)
- Funny or Die Presents – serie TV, episodio 2x01 (2011)
- The Back Room – serie TV, episodio 1x16 (2011)
- House of Lies – serie TV, 58 episodi (2012-2016)
- Arrested Development - Ti presento i miei (Arrested Development) – serie TV, episodio 4x07 (2013)
- Comedy Bang! Bang! – serie TV, episodi 2x03-3x08 (2013-2014)
- Modern Family – serie TV, 1 episodio (2018)
- Space Force – serie TV (2020-2022)
- Middleditch and Schwarz – programma TV, 3 episodi (2020)
- Calls – serie TV, 1 episodio (2021)
- Afterparty (The Afterparty) – serie TV, 9 episodi (2022-2023)

### Doppiatore
- Starveglianza (Starveillance)  – serie animata, episodi 1x01-1x02-1x05 (2007)
- Mad – serie animata, episodio 1x25 (2011)
- Tron - La serie (Tron: Uprising) – serie animata, episodio 1x02 (2012)
- Randy - Un Ninja in classe (Randy Cunningham: 9th Grade Ninja) – serie animata, 51 episodi (2012-2014)
- Bob's Burgers – serie animata, 4 episodi (2013, 2020)
- Robot Chicken – serie animata, episodi 6x14-7x17-10x17 (2013-2020)
- Turbo, regia di David Soren (2013)
- I Simpson – serie animata, episodio 27x02 (2015)
- BoJack Horseman – serie animata, 9 episodi (2015-2019)
- DuckTales – serie animata, 60 episodi (2017-2021)
- Rise of the Teenage Mutant Ninja Turtles - Il destino delle Tartarughe Ninja (Rise of the Teenage Mutant Ninja Turtles) – serie animata (2018-2020)
- The LEGO Movie 2 - Una nuova avventura (The Lego Movie 2: The Second Part), regia di Mike Mitchell (2019)
- Sonic - Il film (Sonic the Hedgehog), regia di Jeff Fowler (2020) – Sonic
- Il giro del mondo in 80 secondi (Around the World in 80 Seconds) – cortometraggio (2020)
- M.O.D.O.K. – serie animata, 9 episodi (2021)
- Steve - Un mostro a tutto ritmo (Rumble), regia di Hamish Grieve (2021)
- Sonic 2 - Il film (Sonic the Hedgehog 2), regia di Jeff Fowler (2022) – Sonic
- Sonic Drone Home, regia di David Nelson – cortometraggio (2022)
- DC League of Super-Pets, regia di Jared Stern (2022)
- Il destino delle Tartarughe Ninja - Il film (Rise of the Teenage Mutant Ninja Turtles: The Movie), regia di Andy Suriano, Ant Ward (2022)
- Le cronache di Dragon Trainer (The How to train your Dragon Chronicles), regia di Zack Snyder (2023)
- Knuckles – miniserie televisiva (2024)
- A Very Sonic Christmas, regia di David H. Brooks – cortometraggio (2024)
- Sonic 3 - Il film (Sonic the Hedgehog 3), regia di Jeff Fowler (2024) – Sonic

## Doppiatori italiani
Nelle versioni in italiano delle opere in cui ha recitato, Ben Schwartz è stato doppiato da:
- Massimiliano Manfredi in Stanno tutti bene - Everybody's Fine, This Is Where I Leave You
- Edoardo Stoppacciaro in Undercovers
- Gabriele Lopez in House of Lies
- Marco Baroni in Runner, Runner
- David Chevalier in The Walk e Parks and Recreation
- Manuel Meli in Space Force
- Emanuele Ruzza in Flora & Ulisse
- Roberto Gammino in Renfield

Da doppiatore è sostituito da:
- Renato Novara in Randy - Un Ninja in classe, Sonic - Il film,  Sonic 2 - Il film, Knuckles, Sonic 3 - Il film
- Federico Campaiola in M.O.D.O.K., Rise of the Teenage Mutant Ninja Turtles - Il destino delle Tartarughe Ninja, Il destino delle Tartarughe Ninja - Il film
- Claudio Bigagli in Turbo
- Federico Di Pofi in BoJack Horseman
- Alessio Puccio in DuckTales
- Riccardo Rossi in DC League of Super-Pets